# جيمس دارلينغ
جيمس دارلينغ (بالإنجليزية: James Darling)‏ هو لاعب كرة قدم أمريكية أمريكي، ولد في 29 ديسمبر 1974.

## وصلات خارجية
- جيمس دارلينغ على موقع مرجع كرة القدم المحترفة.كوم (الإنجليزية)